# 塞尔 (夏朗德省)
塞尔（法語：Sers，法語發音：[sɛʁ] ⓘ）是法国夏朗德省的一个市镇，属于昂古莱姆区。

## 地理
塞尔（45°35'50"N, 0°19'22"E）面积14.17 平方千米，位于法国新阿基坦大区夏朗德省，该省份为法国西部内陆省份，北起德塞夫勒省和维埃纳省，东临上维埃纳省，东南至多尔多涅省，南至多爾多涅省，西接滨海夏朗德省。
与塞尔接壤的市镇（或旧市镇、城区）包括：布厄、迪尼亚克、迪拉克、加拉、格拉萨克、鲁尼亚克、武藏。
塞尔的时区为UTC+01:00、UTC+02:00（夏令时）。

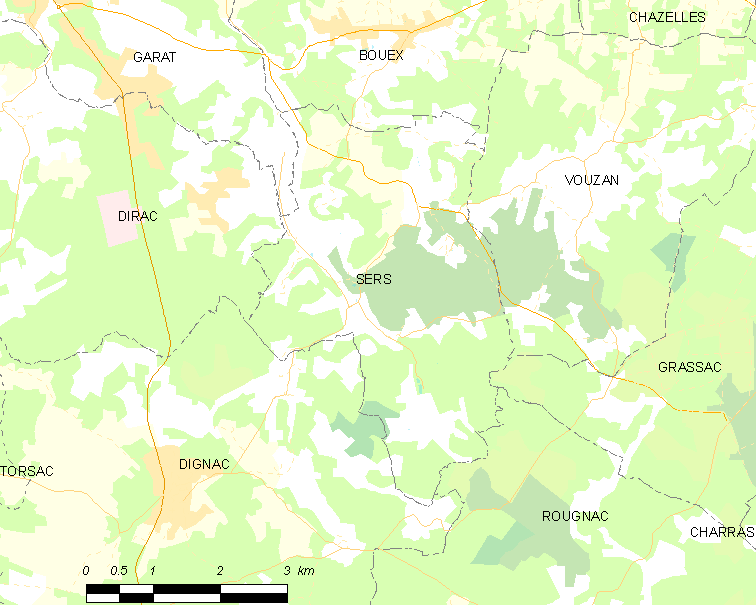
塞尔的OSM定位图

## 行政
塞尔的邮政编码为16410，INSEE市镇编码为16368。

## 政治
塞尔所属的省级选区为博埃姆-埃谢勒县。

## 人口

1962-2008年间塞尔人口变化图示

塞尔于2022年1月1日时的人口数量为903人。